# Františka Pecháčková
Františka Pecháčková (1. srpna 1904 Pašovice – 19. ledna 1991 Praha) byla moravská spisovatelka.

## Život
Narodila se v rodině zedníka Jana Janečka (1878) a Marie rozené Fanturové (1878). Měla dva bratry: Josefa (1906–1906) a Josefa (1910). R. 1911 jí zemřel otec a matka se s ní a bratrem odstěhovala do Uherského Hradiště, kde Františka vychodila měšťanskou školu.
Již ve škole se projevoval její malířský a slohový talent, a tak po ukončení školní docházky nastoupila do zaměstnání jako dekorační malířka v ateliéru akad. malířů Kubíčkových. R. 1926 odjela do Paříže, kde poznala život umělecké bohémy v okruhu českých umělců. Ze zdravotních důvodů se vrátila domů a r. 1927 se provdala za obchodníka Pavla Pecháčka (1901–1991), se kterým měla tři syny: Pavla, Silvera a Viktora (1941–1989) a dceru provdanou Vlasákovou. Od té doby žila v Praze; od r. 1939 ve vlastním rodinném domku na Břevnově.
Byla spisovatelka, prozaička, jejíž díla se vztahují k jihomoravské vesnici. R. 1926 vystoupila z katolické církve. V letech 1938–1948 byla členkou Moravského kola spisovatelů (MKS).

## Dílo
- Jobovy děti: román – redakcí Karla Krause. Praha: Antonín Svěcený, 1934
- Země miluje člověka – Praha: Družstevní práce (DP), 1936
- Slaměný dům – Brno: MKS, 1938
- Chléb náš vezdejší: životní románová epopej Tomáše Bati – Praha: František Borový, 1939
- Čarovná zahrada: deset příběhů o lásce – Marie Pujmanová, Helena Dvořáková, Františka Pecháčková, Anna Maria Tilschová]; doslov Josef Šup; litografie L. Jiřincové; redakce A. M. Tilschová. Praha: Evropský literární klub, 1943
- Věrnost – Praha: DP, 1944
- Údolí Vlčinec – Praha: DP, 1948
- Proč mlčí živí: román – Praha: Mladá fronta (MF), 1957
- Hříšné město – Praha: MF, 1959
- Sedmikrásný čas – Praha: Státní nakladatelství dětské knihy, 1961
- Zítřek začal včera – Praha: Československý spisovatel (ČS), 1963
- Přítelkyně – Praha: ČS, 1968
- Vůně chleba – Praha: ČS, 1970
- Jeden krásný rok – Praha: Albatros, 1982

Slaměný dům – román vypráví o krátkém a těžkém životě Martina Hory, rodáka z Nátoně, který jako malý kluk přišel za války o otce, matce se nedařilo dobře hospodařit. Martin jako mladý odešel do učení k pekaři do města, ale po třech letech se nemocný z těžké práce vrátil zpět do Nátoně. Dozvěděl se, že rodina mezitím přišla o dům a většinu majetku, ale alespoň maminka mu zůstala. I ta ale brzy zemřela. Martin krátce bydlel u strýce, ale protože nebyl rodinou přijat, vydal se do Prahy hledat práci. V Praze se mu nedařilo, práce ani vhodné ubytování nebylo. Z Martina se stal tulák, kterého se každý straní. Poté, co přišel i o poslední dostupné ubytování pod střechou, přebýval ve stohu slámy, který však jedné noci vzplál a všichni jeho „obyvatelé“ v něm uhořeli.